# August Englas
August Englas (15. ledna 1925 Tartumaa – 21. března 2017 Tallinn) byl sovětský a estonský zápasník.

## Sportovní kariéra
Vyrůstal na rodinné farmě blízko jezera Pühajärv. V mladí se věnoval sportovně klasickému lyžování. Po skončení 2. světové války zůstal u sovětské armády. Sportovnímu zápasení se začal věnovat v roce 1946 v tallinském klubu Kalevi pod vedením Borise Süllusteho a Edgara Puusepa. Tradičně se věnoval zápasu řecko-římskému, ale věnoval se i tehdy v Sovětském svazu novému olympijskému zápasu ve volném stylu. V roce 1949 se právě ve volném stylu stal poprvé mistrem Sovětského svazu.
V roce 1952 byl vybrán do sovětského volnostylařského týmu pro start na olympijských hrách v Helsinkách. Po úvodní výhře na Turkem Adilem Atanem prohrál ve 4. kole s Američanem Henrym Wittenbergem. V 5. kole prohrál se Švédem Vikingem Palmem verdiktem sudích v poměru 1–2 a nepostoupil o jeden záporný klasifikační bod do finálové trojice. Obsadil celkové 4. místo.
V roce 1953 a 1954 se stal jako jediný sovětský reprezentant mistrem světa v obou olympijských zápasnických stylech. V přípravě na olympijskou sezonu 1956 se však vážně zranil a do sovětského olympijského výběru pro start na olympijských hrách v Melbourne se nevešel. Sportovní kariéru ukončil v roce 1961. Věnoval se trenérské a rozhodcovské práci. Zemřel v roce 2017 v požehnaném věku 92 let.

## Výsledky

### Řecko-římský styl
| Turnaj            | 1952 | 1953 | 1954 |
| Turnaj            | 27   | 28   | 29   |
| Turnaj            | −87  | −87  | −87  |
| ----------------- | ---- | ---- | ---- |
| Olympijské hry    | —    |      |      |
| Mistrovství světa |      | 1.   |      |

### Volný styl
| Turnaj            | 1952 | 1953 | 1954 |
| Turnaj            | 27   | 28   | 29   |
| Turnaj            | −87  | −87  | −87  |
| ----------------- | ---- | ---- | ---- |
| Olympijské hry    | 4.   |      |      |
| Mistrovství světa |      |      | 1.   |